# Praia de Araruama
Praia de Araruama também conhecida como Praia do Centro ou Orla do Centro é uma praia no município de  Araruama, Rio de Janeiro, Brasil. Possui extensão de 1 km, margeada pela RJ-106, com formato de uma pequena enseada, apresentando também areia clara e solta, com águas claras e mornas. Possui infraestrutura como: ciclovia, calçadão, quiosques, bares, mesas e cadeiras públicas, prédios e edifícios comerciais e residenciais ao redor, aluguel de pedalinhos, barcos ou lanchas para uso na Lagoa de Araruama. É arborizada e limita-se à direita com a Praia do Hospício e à esquerda com a Praia da Pontinha.